# Leptofoenus pittfieldae
Leptofoenus pittfieldae is een vliesvleugelig insect uit de familie Pteromalidae. De wetenschappelijke naam is voor het eerst geldig gepubliceerd in 2009 door Engel.